# Firma L. Petit

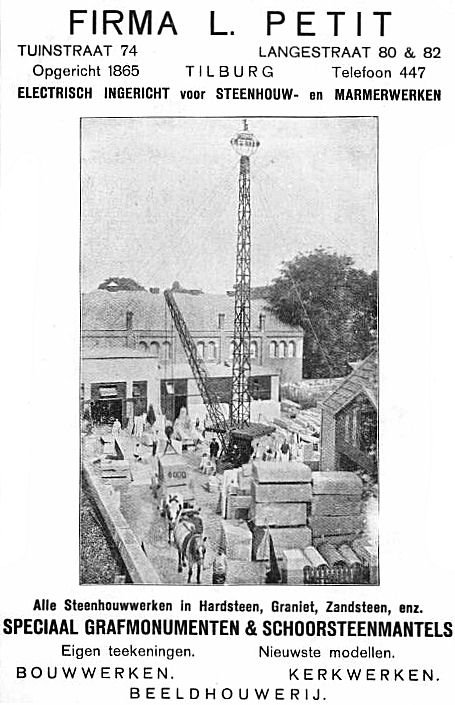
Advertentie Firma L. Petit (1910)

De Firma L. Petit was een te Tilburg gevestigde Nederlandse steenhouwerij die bestond van 1865-1977.

## Geschiedenis
De uit België afkomstige broers Charles en Jérôme Petit begonnen rond 1830 een steenhouwerij in Zevenbergen, later in Breda. Rond 1846 kwam de jonge Léandre Petit (Arquennes, 1841 – Tilburg 1909) bij zijn oom Charles in Breda wonen. Hij startte in 1865 een eigen steenhouwerij aan de Stationstraat in Tilburg. Het bedrijf maakte veel kerkelijk werk, waaronder een wijwatervat voor de Heikese kerk en een tabernakel voor de Goirkese kerk, grafmonumenten en een aantal vrije sculpturen. Diverse grafmonumenten van de firma worden tegenwoordig beschermd als rijksmonument.
Na het overlijden van Léandre Petit, zette een aantal zoons de zaak voort. In 1910 verhuisde de firma naar een nieuwbouw in de Langestraat 80, waar het tot 1977 in bedrijf was. Het bedrijfspand is sinds 2002 een rijksmonument. Werken van de firma werden gewoonlijk gesigneerd met "L. Petit", ook na het overlijden van de oprichter.

## Overzicht werken (selectie)
- Grafmonument van Gustave Mutsaerts (1902), Begraafplaats Binnenstad, Tilburg
- Grafmonument van René Mutsaerts (1904), begraafplaats Binnenstad, Tilburg
- Grafkapel van de familie Mutsaerts (ca. 1905), begraafplaats Binnenstad, Tilburg, naar een ontwerp van Ernest Salu
- Grafmonument van Carolus Cornelis Pessers (1921), begraafplaats Binnenstad, Tilburg
- Grafkapel van de familie Van Spaendonck-Brouwers (ca. 1925), begraafplaats Binnenstad, Tilburg
- Pieter Bruegelmonument (1926) in Breugel, naar een ontwerp van A.J. Kropholler
- Grafmonument van de familie Pessers-Daniëls (1926), begraafplaats Binnenstad, Tilburg, naar een ontwerp van Theo van Delft
- Heilig Hartbeeld (Esch)
- Verzetsmonument Hoogeveen (1947)

## Fotogalerij

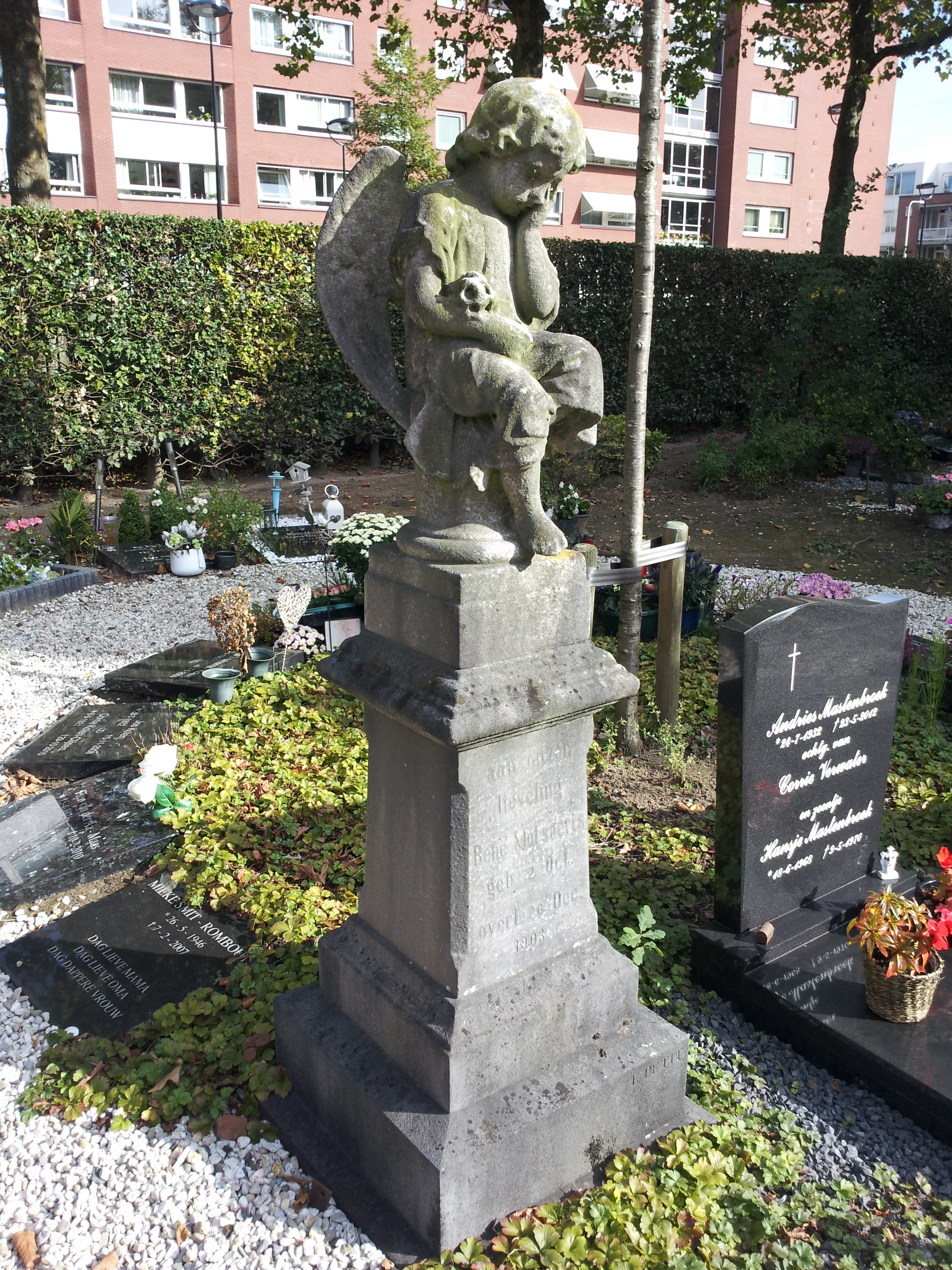
Grafmonument van René Mutsaerts
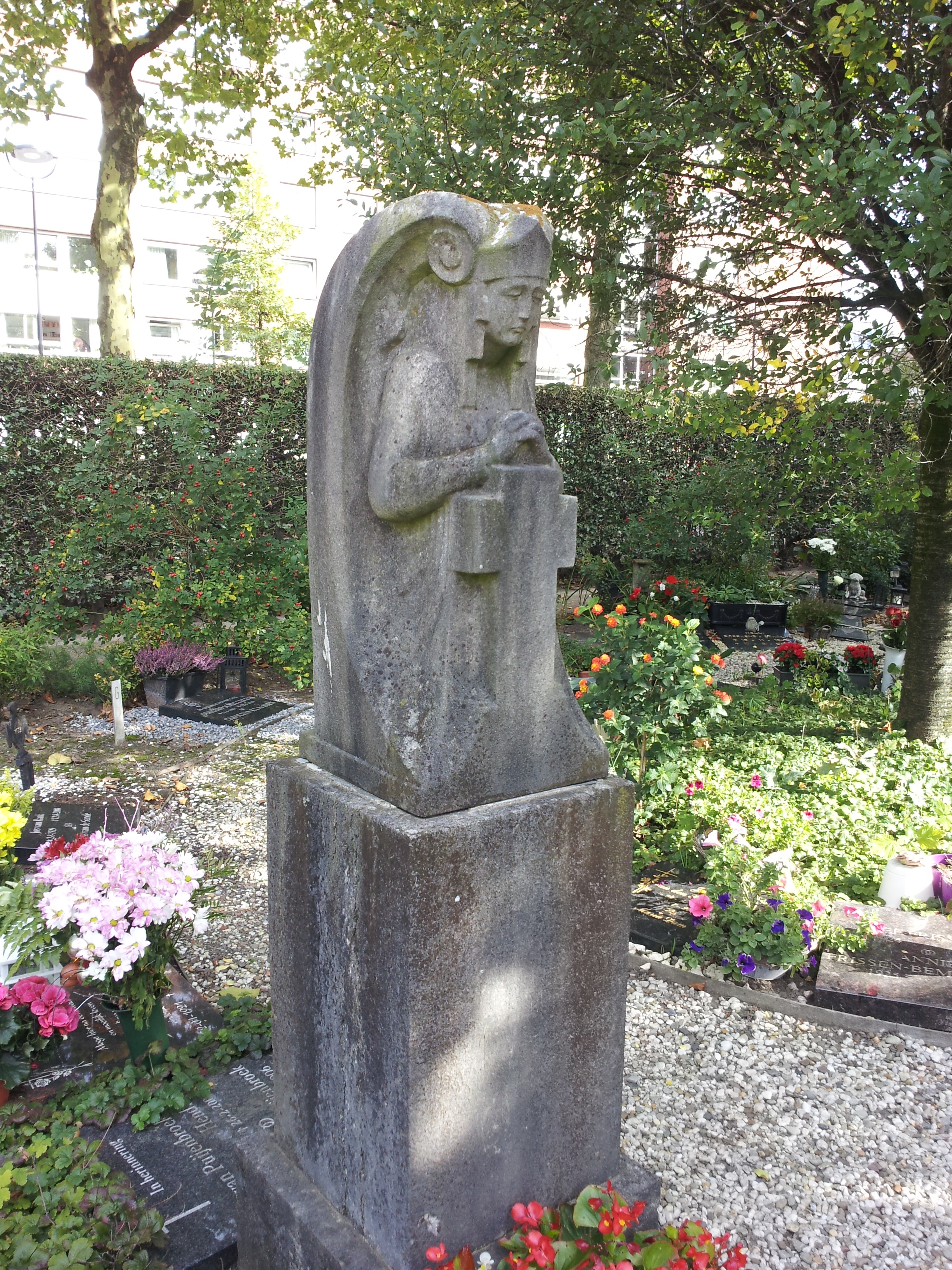
Grafmonument van Carolus Cornelis Pessers
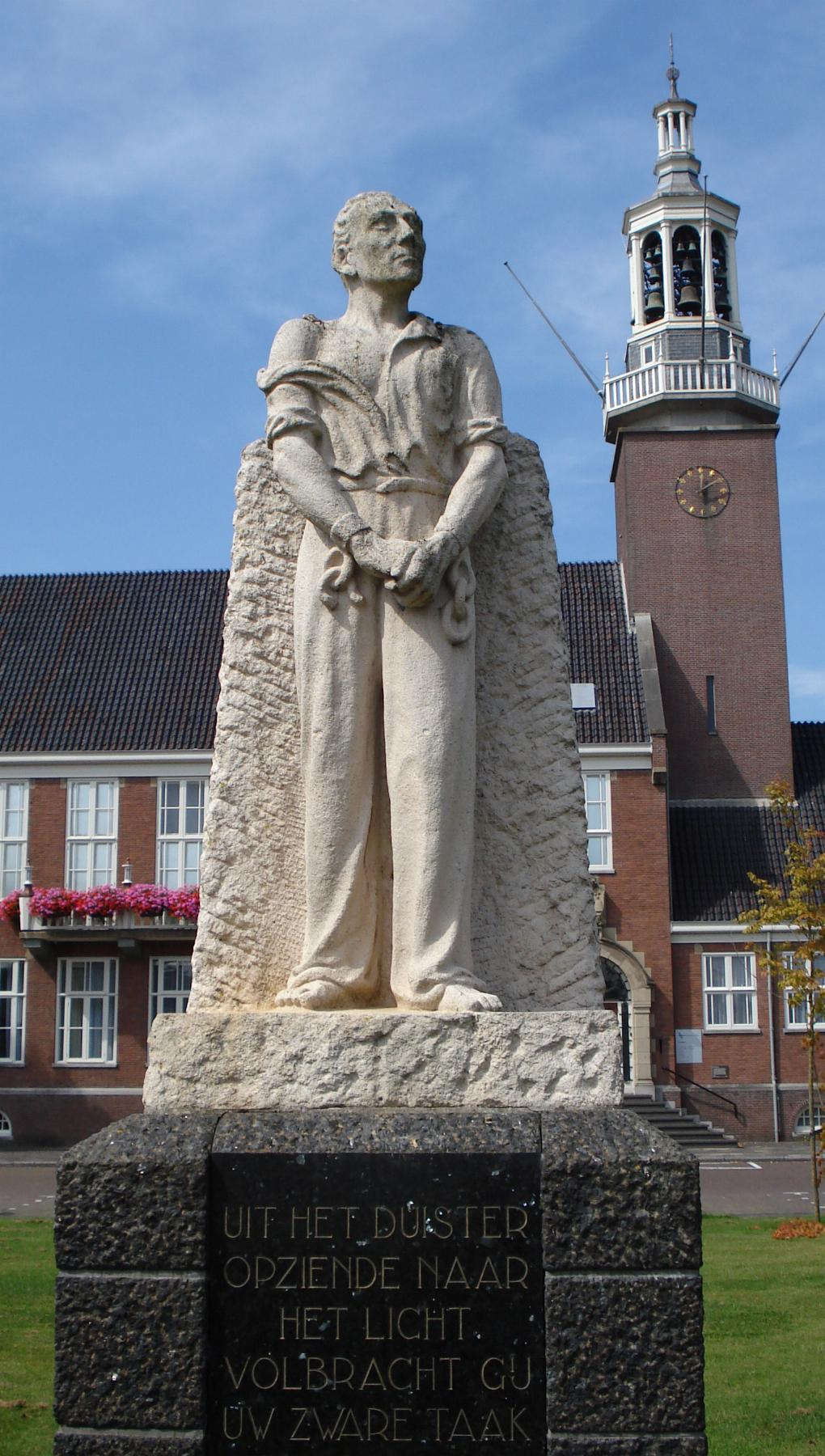
Verzetsmonument Hoogeveen
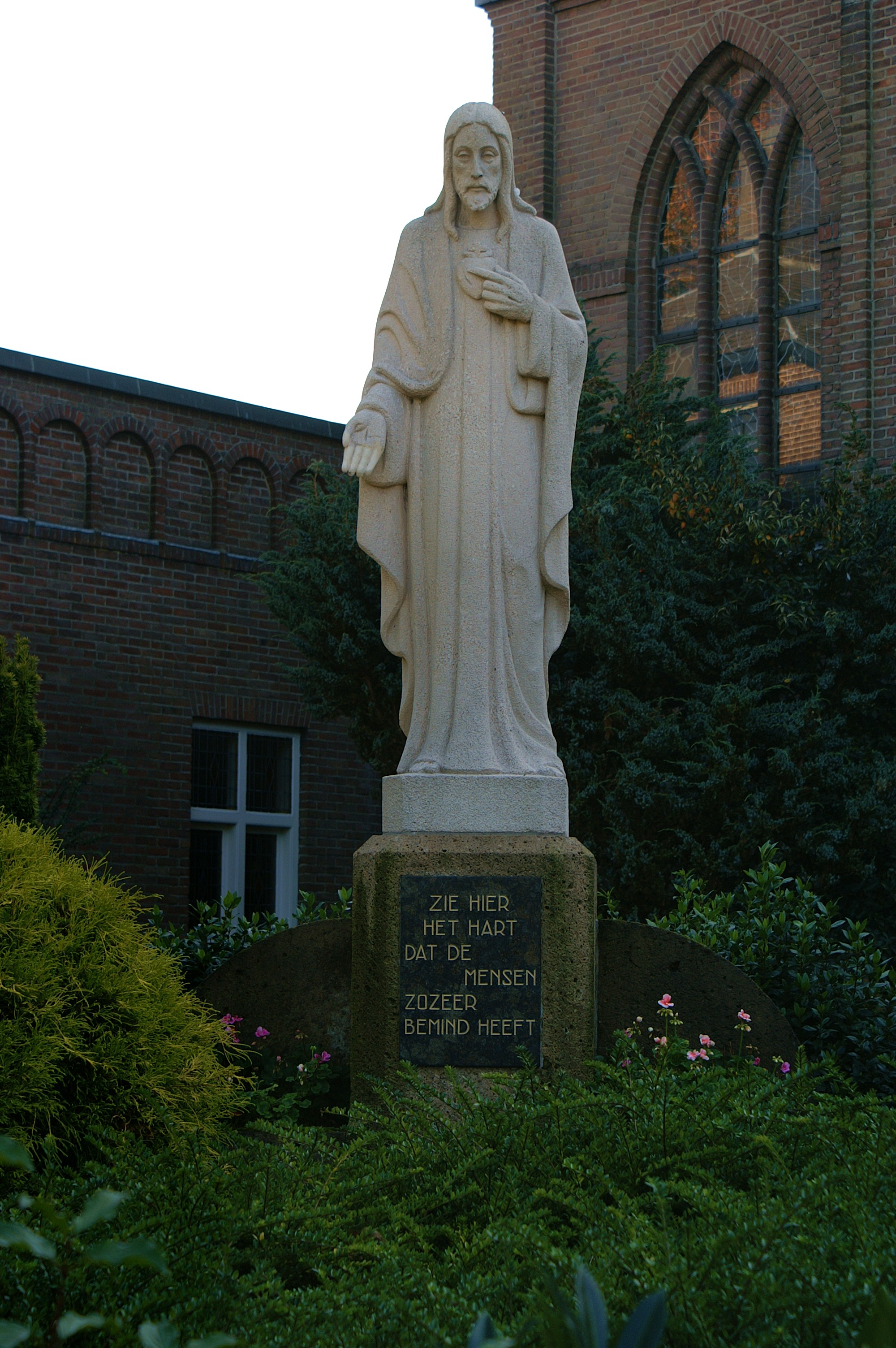
Heilig Hartbeeld (Esch)